# Domagoj Glažar
Domagoj Glažar, hrvatski šahist. Sveučilišni je prvak Hrvatske u šahu za osobe s invaliditetom. Šahom se bavi dugo godina. Kvalificirao se na svjetsko sveučilišno prvenstvo u šahu u Bratislavi. Predstavljao je 2015. Zagrebačko sveučilište kao student ekonomije na UniSport Finalsu i osvojio 2. mjesto u ekipnoj kategoriji. Natjecao se za Međunarodnu šahovsku reprezentaciju osoba s invaliditetom na 5. ploči na Šahovskoj olimpijadi 2018. godine.